# Кристиансен, Виктор
Ви́ктор Бернт Кристиа́нсен (дат. Victor Bernth Kristiansen; род. 16 декабря 2002, Копенгаген, Дания) — датский футболист, защитник клуба «Лестер Сити» и сборной Дании.

## Клубная карьера
Воспитанник футбольной академии клуба «Копенгаген», Кристиансен дебютировал в основном составе клуба 4 ноября 2020 года в матче Кубка Дании против «Аварты». 29 ноября того же года дебютировал в датской Суперлиге в матче против «Сённерйюска». 20 декабря 2020 года продлил контракт с «Копенгагеном» до декабря 2023 года.

## Карьера в сборной
Выступал за сборные Дании до 16, до 17, до 18 лет и до 21 года.

## Статистика

### Матчи Кристиансена за сборную Дании
| Матчи Кристиансена за сборную Дании | Матчи Кристиансена за сборную Дании | Матчи Кристиансена за сборную Дании | Матчи Кристиансена за сборную Дании | Матчи Кристиансена за сборную Дании | Матчи Кристиансена за сборную Дании |
| ----------------------------------- | ----------------------------------- | ----------------------------------- | ----------------------------------- | ----------------------------------- | ----------------------------------- |
| №                                   | Дата                                | Соперник                            | Счёт                                | Голы Кристиансена                   | Соревнование                        |
| 1                                   | 19 июня 2023                        | Словения                            | 1:1                                 | —                                   | Чемпионат Европы 2024 (отбор)       |
| 2                                   | 10 сентября 2023                    | Финляндия                           | 1:0                                 | —                                   | Чемпионат Европы 2024 (отбор)       |
| 3                                   | 17 ноября 2023                      | Словения                            | 2:1                                 | —                                   | Чемпионат Европы 2024 (отбор)       |
| 4                                   | 20 ноября 2023                      | Северная Ирландия                   | 0:2                                 | —                                   | Чемпионат Европы 2024 (отбор)       |
| 5                                   | 23 марта 2024                       | Швейцария                           | 0:0                                 | —                                   | Товарищеский матч                   |
| 6                                   | 26 марта 2024                       | Фарерские острова                   | 2:0                                 | —                                   | Товарищеский матч                   |
| 7                                   | 5 июня 2024                         | Швеция                              | 2:1                                 | —                                   | Товарищеский матч                   |
| 8                                   | 8 июня 2024                         | Норвегия                            | 3:1                                 | —                                   | Товарищеский матч                   |

Итого: 8 матчей / 0 голов; 5 побед, 2 ничьи, 1 поражение.